# Alberto Pasini
Pietro Maria Alberto Pasini (Busseto, 3 settembre 1826 – Cavoretto, 15 dicembre 1899) è stato un pittore italiano.

## Biografia
All'età di due anni perse il padre Giuseppe, e la madre Adelaide Crotti Balestra lo portò a Parma, nella casa dello zio Antonio Pasini, pittore e collaboratore di Giovanni Bodoni. A 17 anni si iscrisse all'Accademia di Belle Arti di Parma, scegliendo la sezione paesaggio. Fu poi indirizzato alla litografia dal direttore dell'accademia, l'incisore Paolo Toschi. Tra i suoi primi lavori una serie di trenta litografie sui castelli del ducato di Parma e Piacenza (1850-51).
Prese parte alla prima guerra d'indipendenza come milite della colonna di Modena. Dopo aver soggiornato per breve tempo a Torino, nel 1851 andò a Ginevra e poi a Parigi, dove fu indirizzato dal Toschi allo studio di Henriquel Dupont, che lo presentò al celebre acquarellista e incisore Eugène Cicéri. Nel 1854 passò nello studio di Théodore Chassériau, che valorizzò in lui la propensione per la pittura orientalista.
Nel marzo 1855, per intervento di Chassériau, ottenne di essere aggregato come disegnatore a una missione diplomatica del governo francese in Persia, Turchia, Siria, Arabia ed Egitto. Durante quel viaggio realizzò una sessantina di studi e molti disegni, che furono la base delle opere del genere verista di stampo esotico che fecero la sua fortuna prima in Francia e poi in Italia.

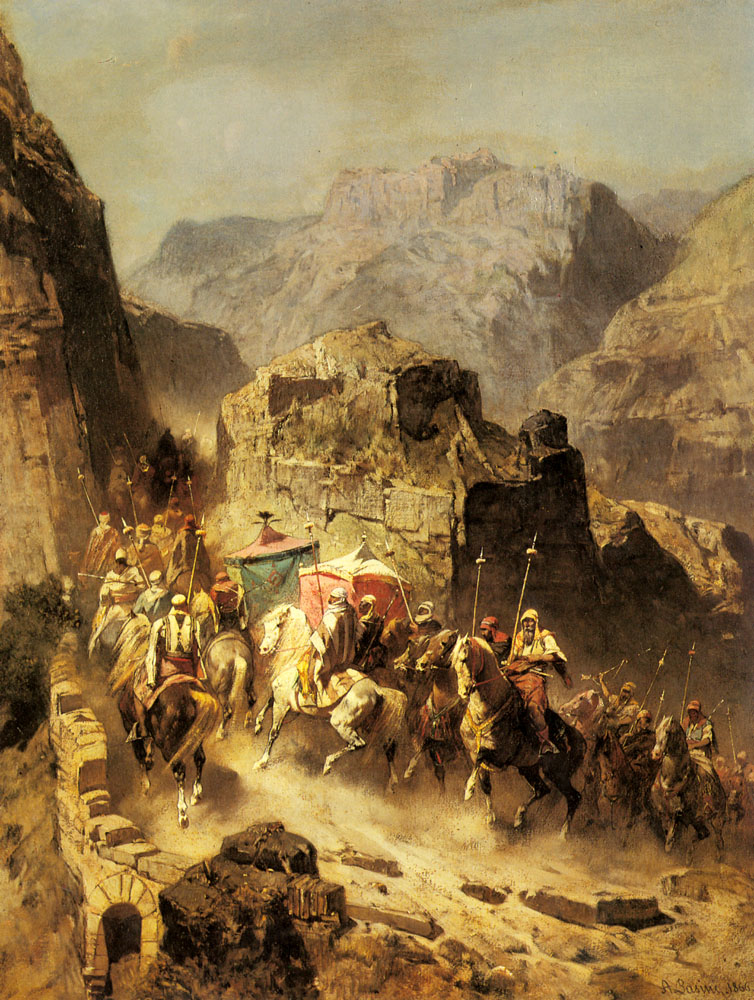
Carovana araba (1866)

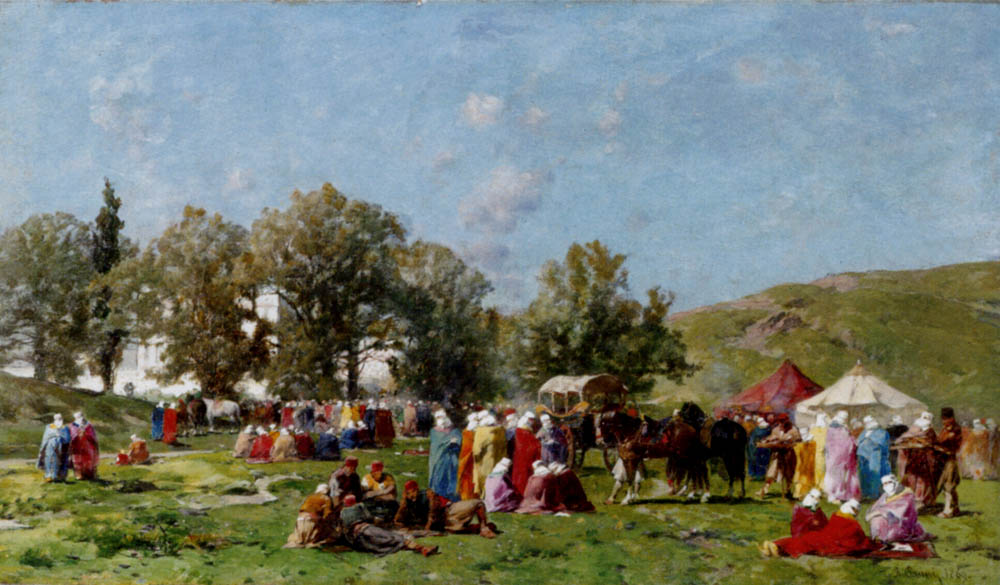
Sulle rive del Bosforo (1869)

Ottenne molte onorificenze. A Parigi fu decorato della Medaglia d'Onore per la pittura, lo Scià di Persia gli conferì il titolo di "Ufficiale del Leone e del Sole", Napoleone III lo decorò della Legion d'Onore (1878), il re d'Italia dell'Ordine dei Santi Maurizio e Lazzaro.
Le sue opere sono conservate nei musei e gallerie d'arte di tutto il mondo, tra cui le Gallerie d'Arte Moderna di Torino, Milano, Firenze e Roma, la Galleria Nazionale, il Museo Fondazione Cariparma e la Pinacoteca Stuard di Parma, la Pennsylvania Academy of Arts di Filadelfia, la casa d'aste Christie's di Londra e l'Art Institute of Chicago.
A Parma gli è dedicato viale Alberto Pasini, strada che collega piazzale Santa Croce con viale Piacenza.
È sepolto nel Cimitero monumentale di Torino.

## Opere
Nota: l'elenco è incompleto. 
- Pattuglia di cavalieri (1854) (Parma, Pinacoteca Stuard)
- Scena di una via di Damasco (1861)
- Caccia al falcone (1862)
- Il corriere del deserto (1862) (Torino, Galleria d'Arte moderna)
- Una carovana che pernottò in un'oasi e preparasi alla partenza (1864) (Parma, Galleria nazionale)
- Rovine di un tempio nel deserto (1864) (Parma, Galleria nazionale)
- Mercato d'Oriente (1870) (collezione privata)
- Fontana turca (1873) (Parma, Museo Fondazione Cariparma)
- Moschea araba (1875 circa) (Pavia, Pinacoteca Malaspina[1])
- Veduta della baia di Napoli (1878)

- La passeggiata dell'harem (1878)

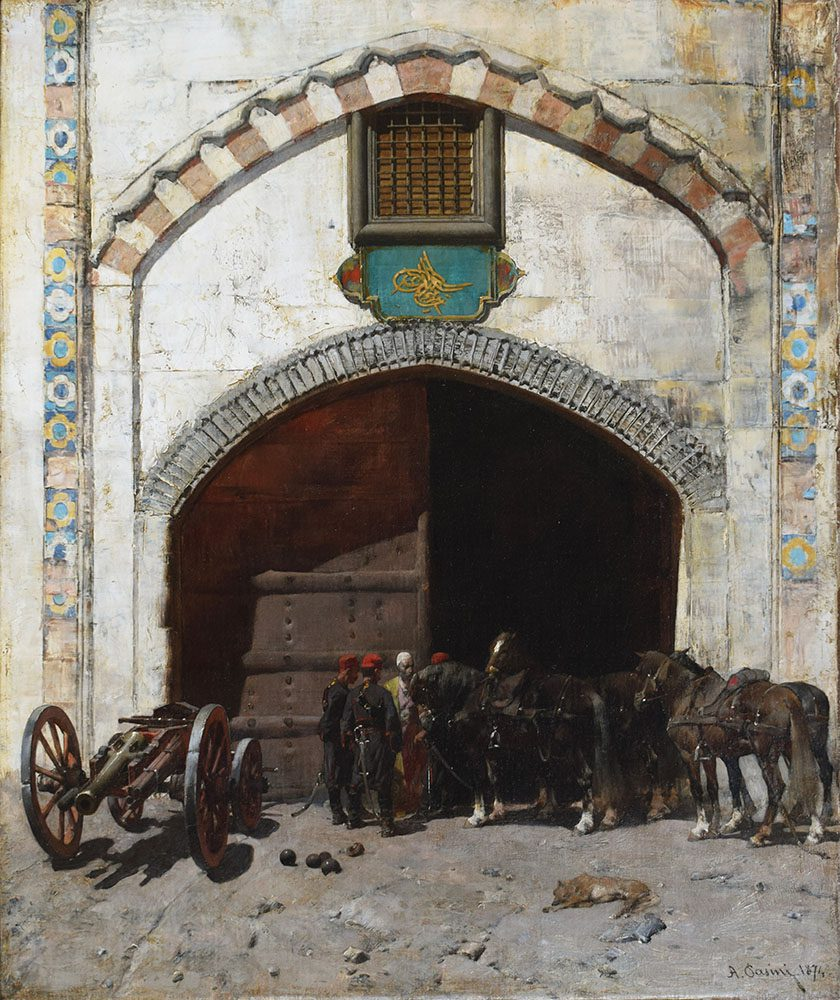
Soldati all'ingresso di una fortezza (1874)

- Cavoretto (1879) (Torino, Galleria d'Arte moderna)
- Interno del maniero di Issogne (1881)
- Veduta di Moncalieri (1892)
- Rio Santa Maria Formosa (1898)
- La moschea Moristan al Cairo
- Dans le bazar de Constantinople
- Il Canal Grande di Venezia
- Una carovana nel deserto (Firenze, Galleria d'Arte moderna)
- Porta di un bazar (Roma, Galleria Nazionale d'Arte moderna)
- Il Canal Grande di Venezia (Galleria Nazionale d'Arte moderna)
- Bazar a Costantinopoli (Milano, Galleria d'Arte moderna)
- Sosta di una carovana in Persia (Milano, Galleria d'Arte moderna)
- Caccia al falco nei dintorni del lago di Urmiah (Torino, Galleria d'Arte moderna)
- Il Nilo (Torino, Galleria d'Arte moderna)
- Costantinopoli (Torino, Galleria d'Arte moderna)
- L'Alhambra a Granada (Torino, Galleria d'Arte moderna)
- Davanti al palazzo (Filadelfia, Pennsylvania Academy of Arts).

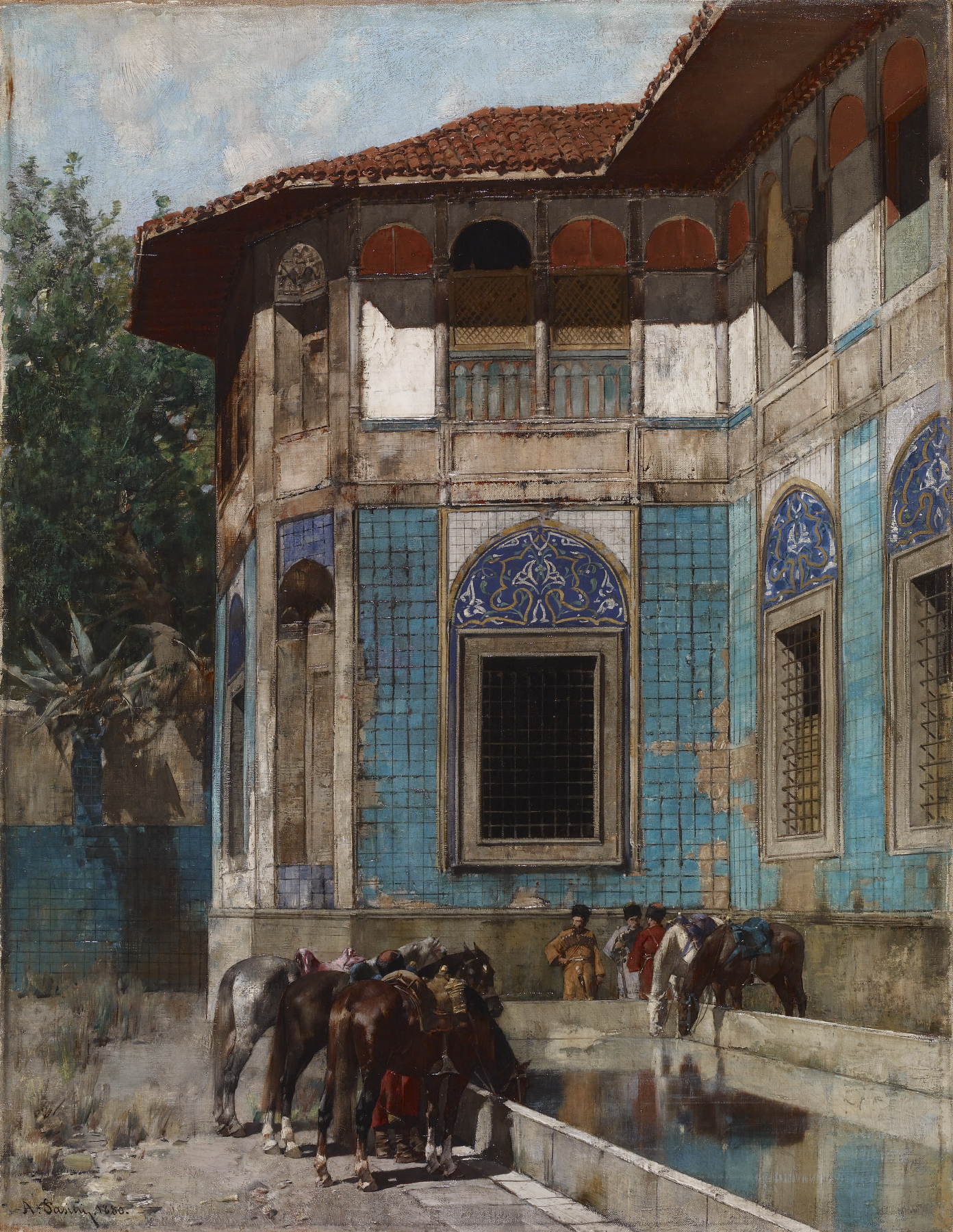
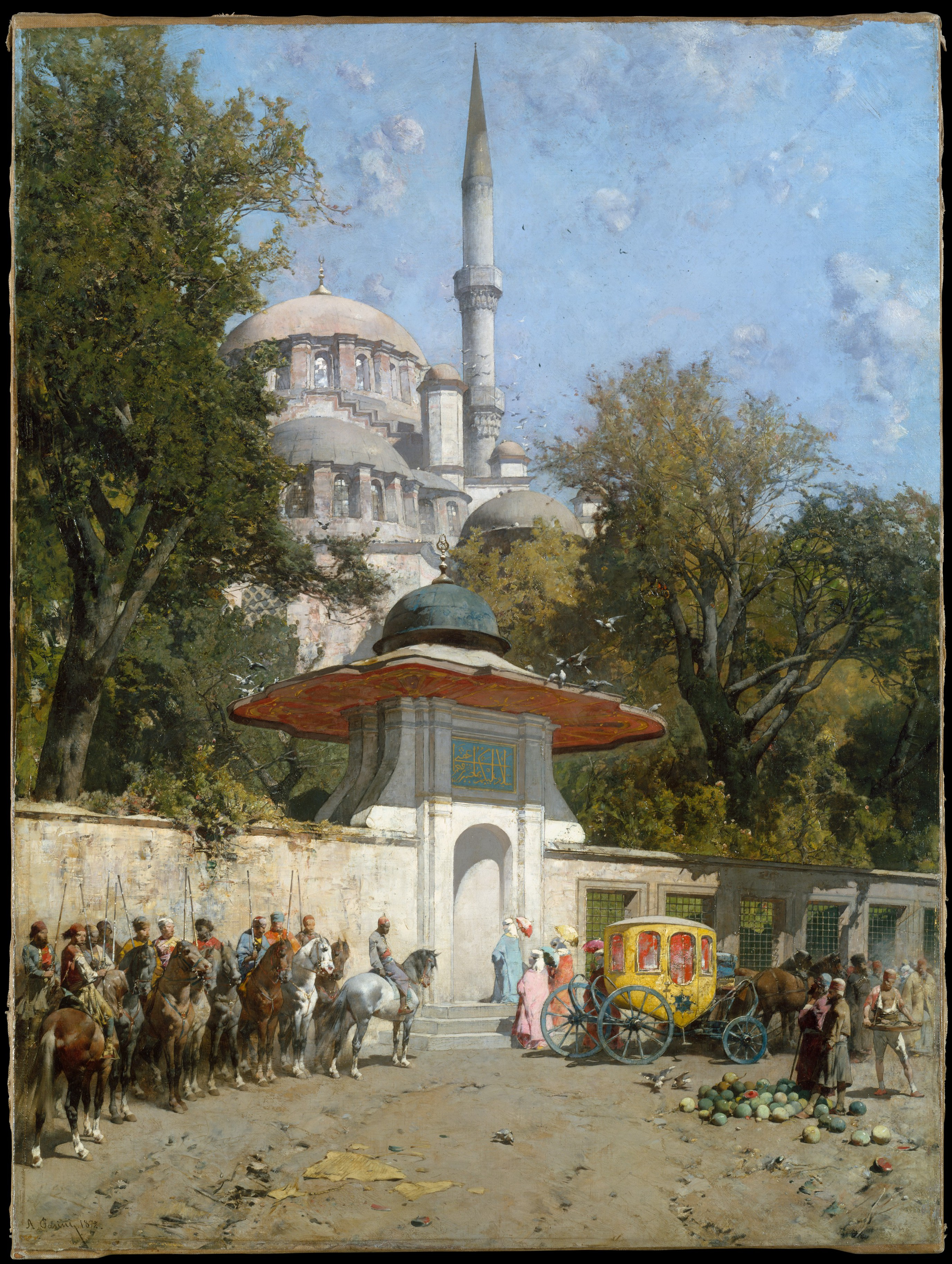
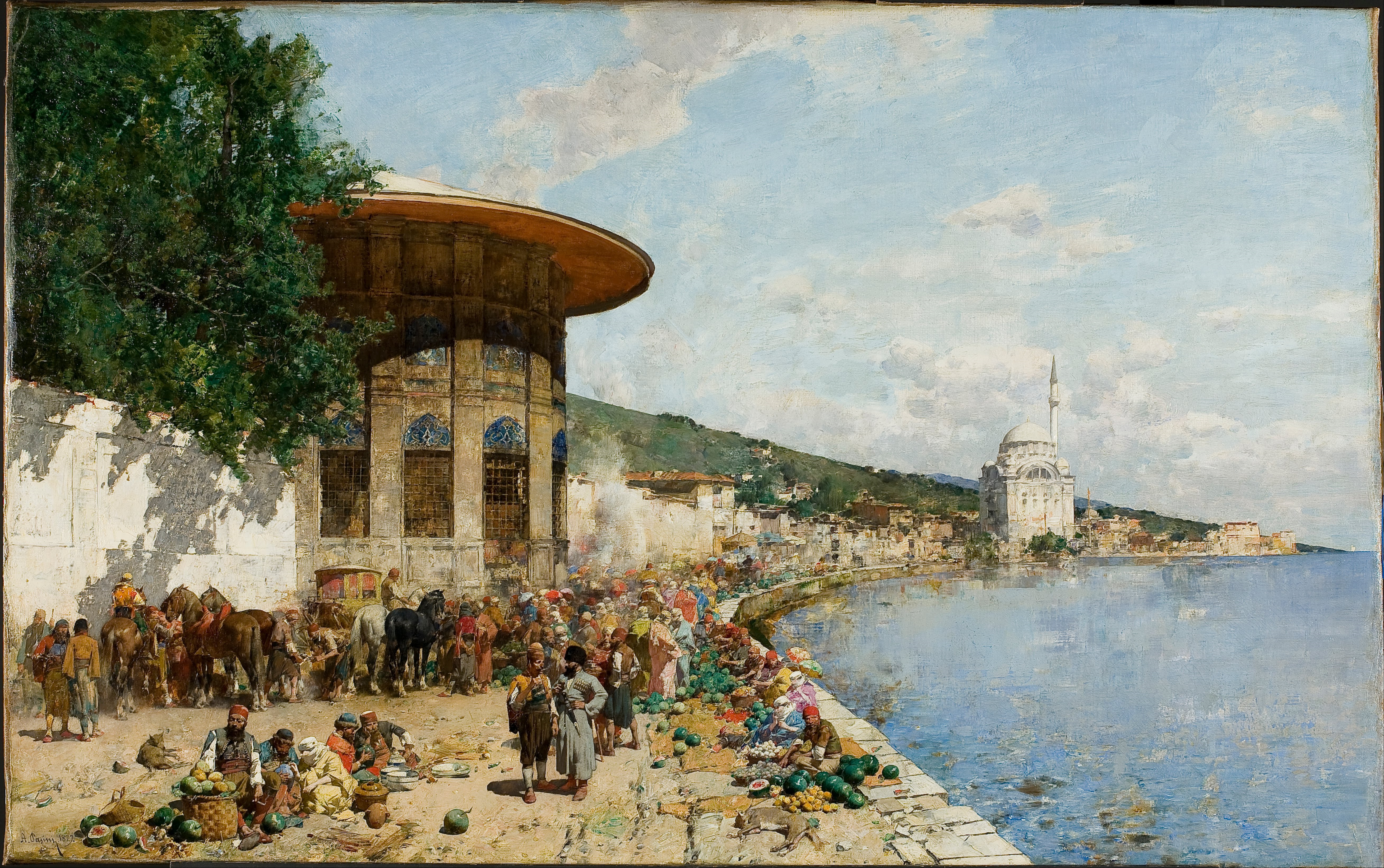
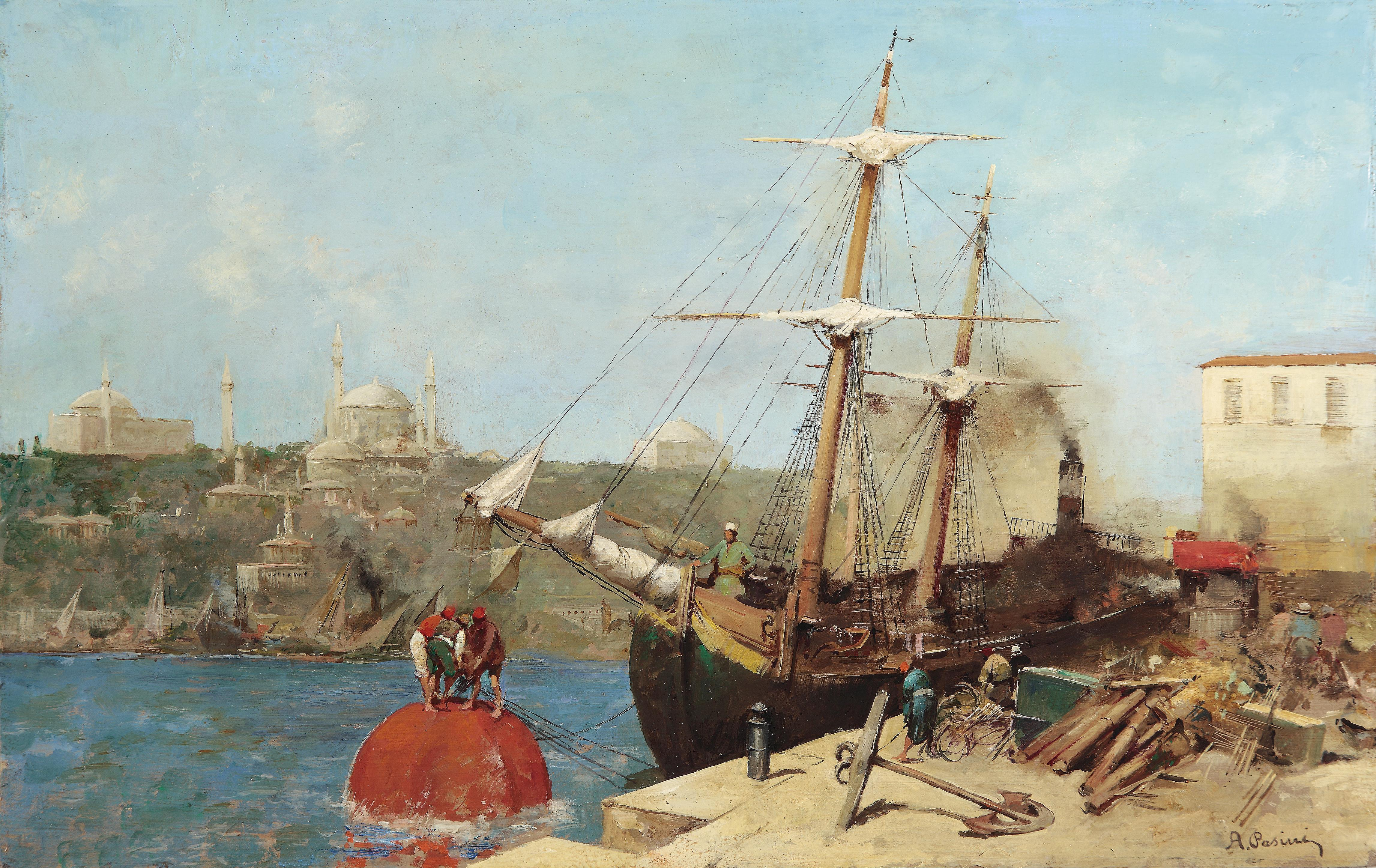
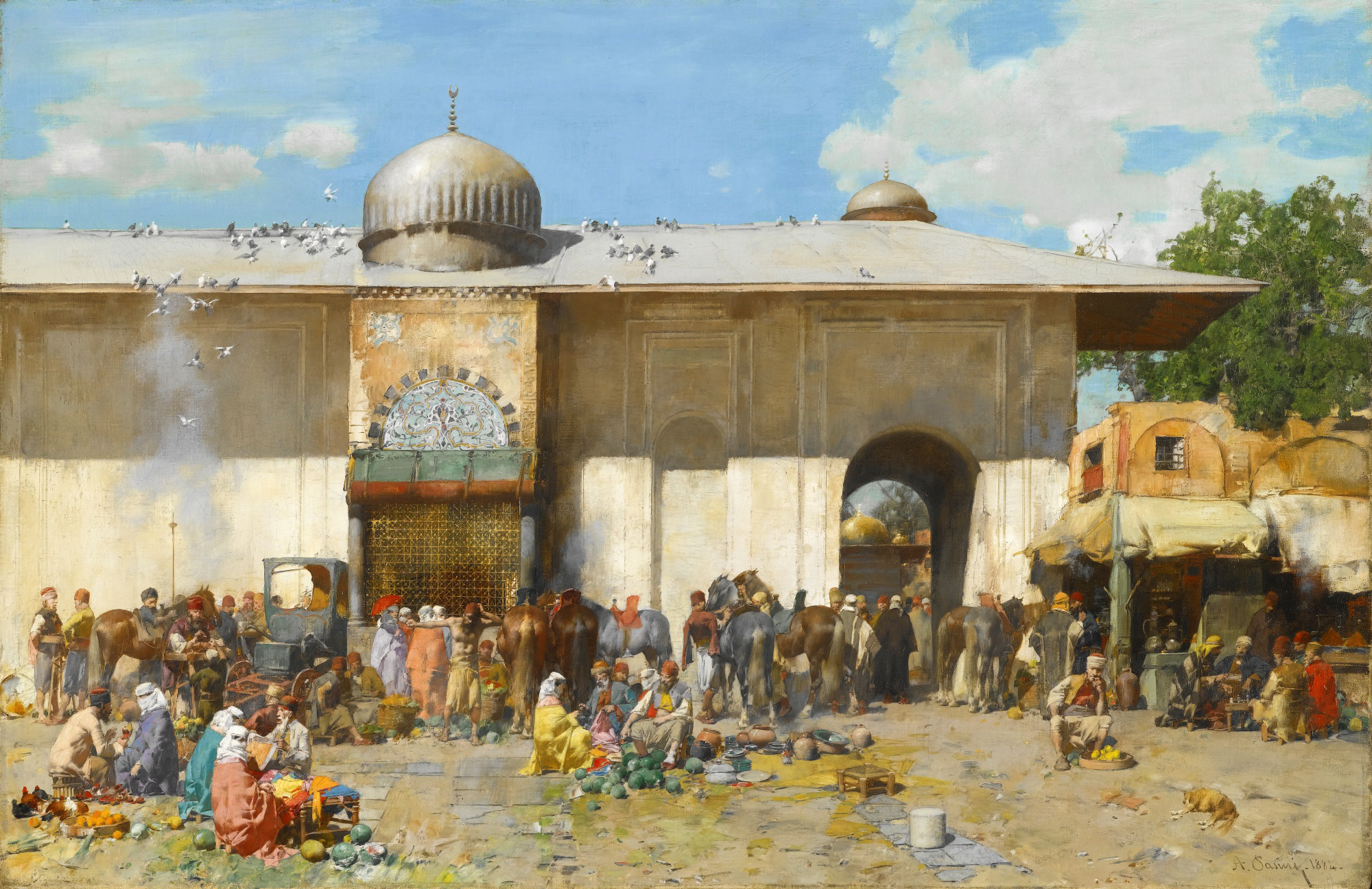
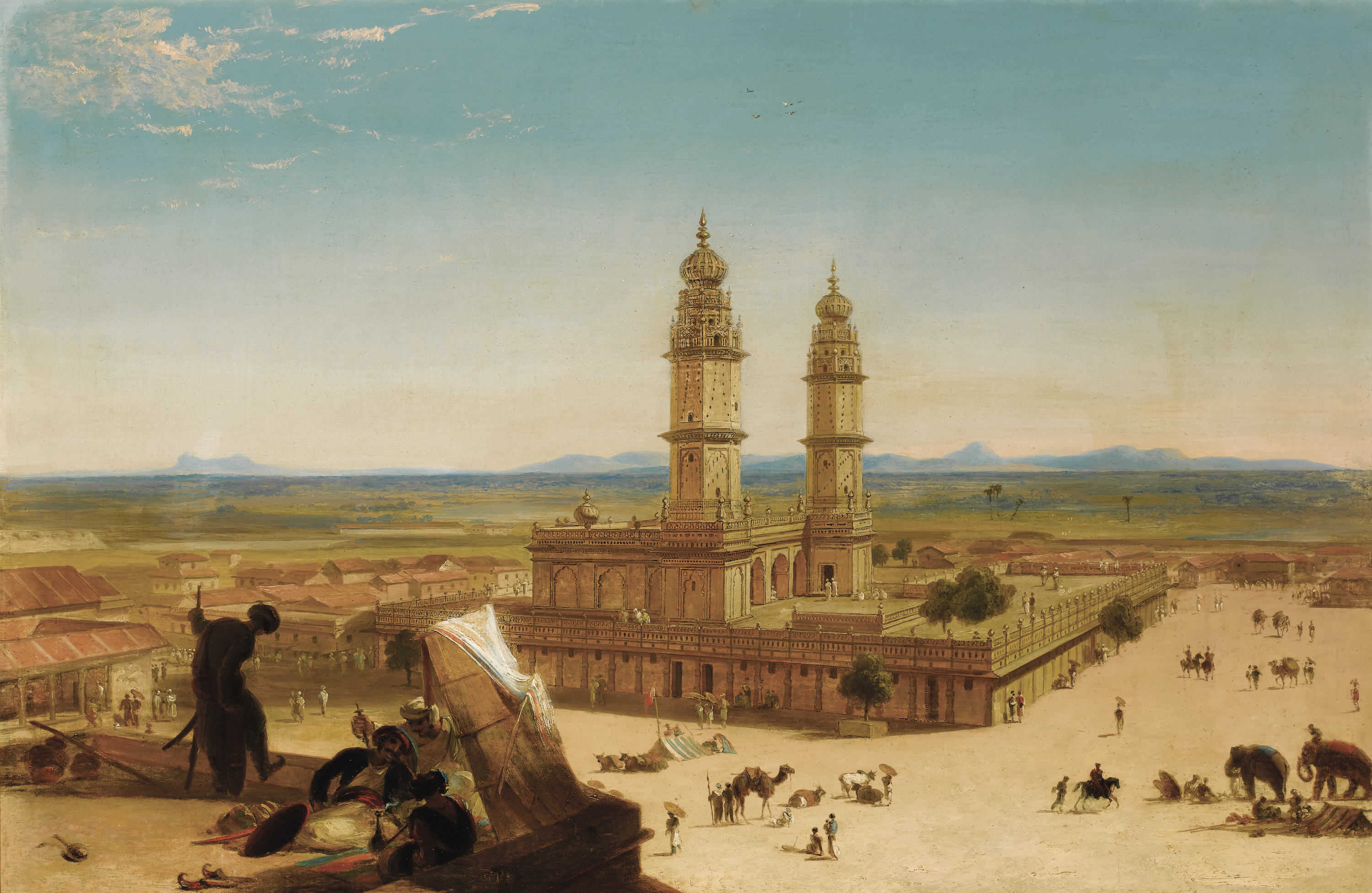
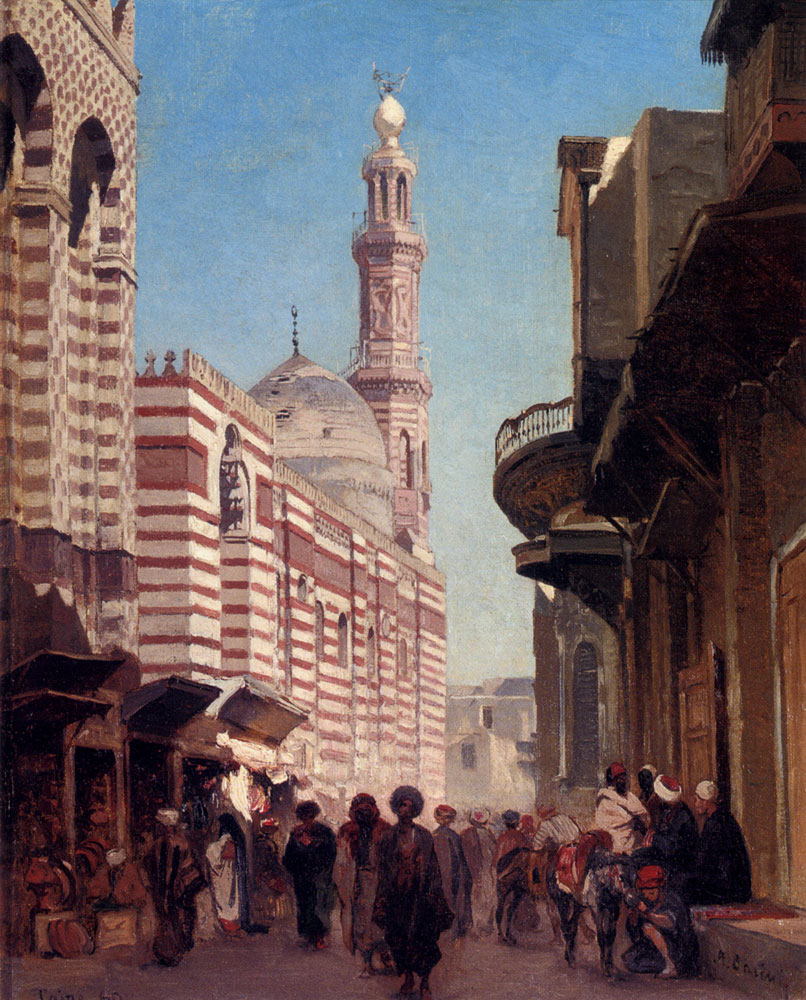
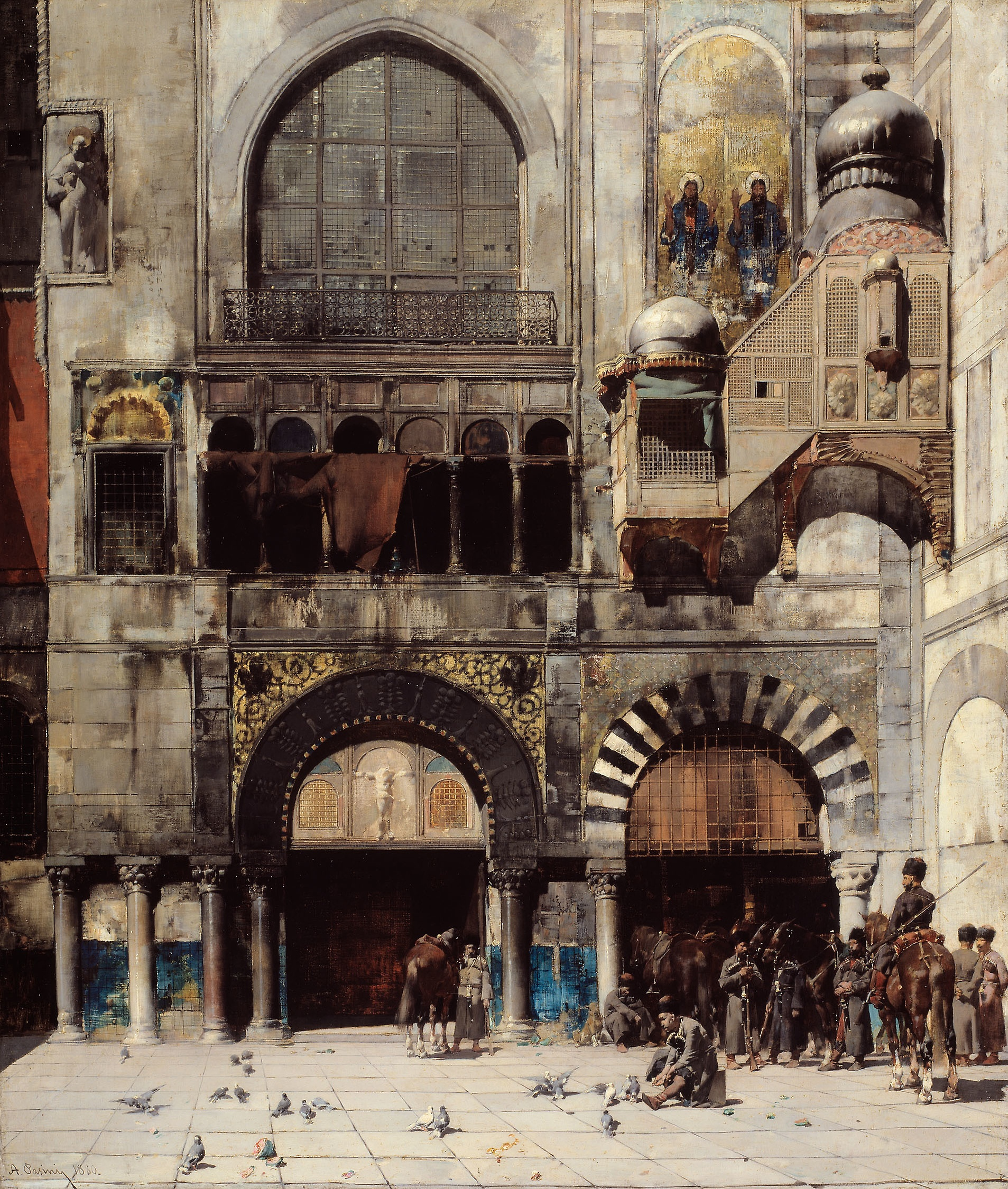